# Stade San Nicola
Le Stadio San Nicola est un stade de football situé à Bari dans la région des Pouilles en Italie.
Construit en vue de la coupe du monde de football 1990 disputée en Italie, il est l'œuvre de l'architecte Renzo Piano et nommé d'après le saint patron de la ville, Nicolas de Myre. Le stade San Nicola accueille les matchs du club résident, le SSC Bari, évoluant en Serie B. De forme elliptique, il est entouré par un terre-plein gazonné en pente douce menant aux escaliers d'accès, répartis sur le pourtour du stade. Le premier niveau de tribune est indépendant du niveau haut, qui repose sur une série de poteaux en béton. Le niveau haut est subdivisé en 26 « pétales » séparés par un vide de 8 mètres afin de compartimenter les spectateurs. Ces découpes permettent à la lumière de traverser le stade pourtant entièrement construit en béton. La couverture en fibre de verre recouverte de téflon est translucide et dans la nuit le bâtiment ressemble à un cocon de lumière, ce qui lui a valu le surnom d'Astronave (le vaisseau spatial). Sa capacité est de 58 270 places assises.

## Histoire
Lors de la coupe du monde de football 1990 il a accueilli trois matchs du groupe A dans lesquels se sont affrontés la Roumanie, l'URSS et le Cameroun, ainsi que le 8e de finale entre la Tchécoslovaquie et le Costa Rica, et enfin le match pour la troisième place entre l'Italie et l'Angleterre.
Le 29 mai 1991 l'Olympique de Marseille s'incline au Stadio San Nicola face à l'Étoile rouge Belgrade en finale de la coupe des clubs champions.
En septembre 2016, l'Italie s'incline pour la première fois dans ce stade face à la France sur le score de 3-1. Elle y avait joué 10 matches sans défaite (9 victoires, 1 nul) avant cette première défaite.

## Événements
- Coupe du monde de football de 1990
- Finale de la Coupe des clubs champions européens 1990-1991, 29 mai 1991
- Jeux Méditerranéens 1997, 16 au 25 juin 1997